# OpenGL ES
OpenGL ES (OpenGL for Embedded Systems — OpenGL для вбудованих систем) — підмножина графічного інтерфейсу OpenGL, розроблена для вбудованих систем — мобільних телефонів, кишенькових комп'ютерів, гральних консолей. OpenGL ES визначається і просувається консорціумом Khronos Group, до якого входять виробники програмного і апаратного забезпечення, зацікавлені у відкритому API для графіки і мультимедіа.

## Версії
Розроблено вже кілька версій специфікації OpenGL ES.  OpenGL ES 1.0 написана за специфікацією OpenGL 1.3, OpenGL ES 1.1 визначена щодо OpenGL 1.5, OpenGL ES 2.0 визначена щодо специфікації OpenGL 2.0. Версії 1.0 і 1.1 мають профілі common та common lite.  Common lite відрізняється тим, що підтримує тільки обчислення на числах з фіксованою десятковою крапкою, в той час як common підтримує також і обчислення з плаваючою точкою.
У серпні 2012 Khronos group представила оновлені версії специфікацій OpenGL 4.3 та OpenGL ES 3.0, сумісних з попередніми версіями.

## Використання
- OpenGL ES 1.0 був обраний як офіційне 3D API в Symbian OS і для платформи Android
- OpenGL ES 1.0 плюс деякі можливості 2.0 і Cg підтримуються в PlayStation 3 як один з доступних графічних API
- OpenGL ES 1.1 використовується як графічна бібліотека в iPhone SDK
- OpenGL ES 2.0 Використовується в Nokia N900, підтримується в Symbian³, підтримується в Android версії 2.2 і вище, використовується в ігрової консолі Pandora, а також в iPhone SDK 3.0 (тільки для iPhone 3GS і нових iPod Touch), підтримується в Bada OS. Ці пристрої також обрані для використання WebGL , OpenGL для браузерів.

## Дивись також
- GLBenchmark — тест виміру продуктивності OpenGL ES.
- M3G — високорівневий стандарт тривимірної графіки Java ME.  Може базуватися на OpenGL ES
- JSR-239 — низькорівневий API мобільного тривимірної графіки для Java ME (прямий інтерфейс до OpenGL ES)

## Виноски
1. ↑  Khronos Releases OpenGL ES 3.1 Specification. Архів оригіналу за 18 березня 2014. Процитовано 19 березня 2014.
2. ↑  Khronos Expands Scope of 3D Open Standard Ecosystem — Khronos Group, 2015.
3. ↑  Объявлен выход спецификаций OpenGL 4.3 и OpenGL ES 3.0. Архів оригіналу за 9 серпня 2012. Процитовано 27 серпня 2012.